# Società Sportiva Lazio 1968-1969
Questa voce raccoglie le informazioni riguardanti la Società Sportiva Lazio nelle competizioni ufficiali della stagione 1968-1969.

## Stagione
Nella stagione 1968-1969, la Lazio disputa il campionato di Serie B, a cui partecipano venti squadre. Lo vince con 50 punti e ritorna in Serie A, insieme al Brescia, secondo con 48 punti, ed al Bari, terzo con 47 punti. Retrocedono in Serie C la Spal, il Lecco ed il Padova.
La squadra biancoazzurra, affidata a Juan Carlos Lorenzo (in panchina solamente dal marzo 1969 in quanto non in possesso del passaporto italiano), assistito dal vice Roberto Lovati, parte con i favori del pronostico e li rispetta, chiudendo il campionato al primo posto con il miglior attacco, con 55 reti all'attivo. Terza al termine del girone di andata, riesce nel girone discendente a sorpassare il Brescia, che aveva chiuso la prima fase in testa, con 25 punti. Il miglior realizzatore stagionale dei laziali è Ghio, autore di undici reti, di cui dieci in campionato ed una in Coppa Italia, ma in questa Lazio segnano quasi tutti i giocatori in rosa, dal momento che in dodici realizzano almeno una rete. In Coppa Italia, la Lazio disputa il sesto girone, vinto dalla Roma.

## Organigramma societario
Area direttiva
- Presidente: Umberto Lenzini

Area tecnica
- Allenatore: Juan Carlos Lorenzo
- Allenatore in seconda: Roberto Lovati

## Rosa
| N. |                   | Ruolo | Calciatore          |
| -- | ----------------- | ----- | ------------------- |
|    | Italia (bandiera) | P     | Rosario Di Vincenzo |
|    | Italia (bandiera) | P     | Pietro Fioravanti   |
|    | Italia (bandiera) | P     | Corrado Leardi      |
|    | Italia (bandiera) | D     | Pietro Adorni       |
|    | Italia (bandiera) | D     | Franco Dolza        |
|    | Italia (bandiera) | D     | Mario Facco         |
|    | Italia (bandiera) | D     | Pietro Fontana      |
|    | Italia (bandiera) | D     | Vincenzo Martella   |
|    | Italia (bandiera) | D     | Giovanni Masiello   |
|    | Italia (bandiera) | D     | Guido Onor          |
|    | Italia (bandiera) | D     | Ezio Paparelli      |
|    | Italia (bandiera) | D     | Carlo Soldo         |
|    | Italia (bandiera) | D     | Diego Zanetti       |
|    | Italia (bandiera) | C     | Piero Cucchi        |
|    | Italia (bandiera) | C     | Arrigo Dolso        |

| N. |                      | Ruolo | Calciatore           |
| -- | -------------------- | ----- | -------------------- |
|    | Italia (bandiera)    | C     | Bruno Gioia          |
|    | Italia (bandiera)    | C     | Nello Governato      |
|    | Italia (bandiera)    | C     | Giuseppe Lorenzetti  |
|    | Italia (bandiera)    | C     | Rino Marchesi        |
|    | Italia (bandiera)    | C     | Giuseppe Massa       |
|    | Italia (bandiera)    | C     | Ferruccio Mazzola    |
|    | Italia (bandiera)    | C     | Elio Rinero          |
|    | Italia (bandiera)    | A     | Romano Bagatti       |
|    | Italia (bandiera)    | A     | Claudio Brai         |
|    | Italia (bandiera)    | A     | Pasquale Di Giovanni |
|    | Italia (bandiera)    | A     | Claudio Di Pucchio   |
|    | Italia (bandiera)    | A     | Giuliano Fortunato   |
|    | Italia (bandiera)    | A     | Gian Piero Ghio      |
|    | Argentina (bandiera) | A     | Juan Carlos Morrone  |

## Calciomercato

### Sessione estiva
| Acquisti | Acquisti             | Acquisti     | Acquisti      |
| R.       | Nome                 | da           | Modalità      |
| -------- | -------------------- | ------------ | ------------- |
| P        | Andrea Chini         | Grassina     | definitivo    |
| P        | Pietro Fioravanti    | Juventus     | prestito      |
| P        | Corrado Leardi       | Varese       | definitivo    |
| D        | Aldo Anzuini         | L.R. Vicenza | fine prestito |
| D        | Franco Dolza         | Tempio       | definitivo    |
| D        | Mario Facco          | Inter        | definitivo    |
| D        | Pietro Fontana       | L'Aquila     | definitivo    |
| D        | Vincenzo Martella    | Chieti       | definitivo    |
| D        | Guido Onor           | Juventus     | prestito      |
| D        | Luciano Volpi        | Anconitana   | fine prestito |
| D        | Roberto Vuerich      | Pontedera    | fine prestito |
| C        | Enrico Concari       | Foligno      | definitivo    |
| C        | Claudio Di Pucchio   | Massese      | fine prestito |
| C        | Ferruccio Mazzola    | Inter        | definitivo    |
| C        | Elio Rinero          | Juventus     | prestito      |
| A        | Renzo Di Carlo       | Pescara      | definitivo    |
| A        | Pasquale Di Giovanni | Alessandria  | definitivo    |
| A        | Gian Piero Ghio      | Avellino     | definitivo    |

| Cessioni | Cessioni                    | Cessioni       | Cessioni      |
| R.       | Nome                        | a              | Modalità      |
| -------- | --------------------------- | -------------- | ------------- |
| P        | Idilio Cei                  | Palermo        | definitivo    |
| P        | Maurizio Girardi            | Sora           | definitivo    |
| D        | Aldo Anzuini                | Savona         | definitivo    |
| D        | Sergio Castelletti          | Massese        | definitivo    |
| D        | Sergio De Luca              | Alessandria    | prestito      |
| D        | Pierluigi Pagni             | SPAL           | prestito      |
| D        | Pierluigi Ronzon            | -              | fine carriera |
| C        | Paolo Carosi                | Catania        | definitivo    |
| C        | Roberto Gagliardi           | Pistoiese      | prestito      |
| C        | Alberto Mari                | Sambenedettese | prestito      |
| C        | Ovidio Michelin             | Ischia         | prestito      |
| C        | Maurizio Papi               | L'Aquila       | prestito      |
| C        | Vincenzo Proietti Farinelli | Legnano        | prestito      |
| A        | Giancarlo Bellisari         | Messina        | prestito      |
| A        | Costantino Fava             | Perugia        | prestito      |
| A        | Gianni Sassaroli            | Messina        | prestito      |

### Sessione autunnale
| Acquisti | Acquisti          | Acquisti  | Acquisti      |
| R.       | Nome              | da        | Modalità      |
| -------- | ----------------- | --------- | ------------- |
| C        | Roberto Gagliardi | Pistoiese | fine prestito |
| C        | Maurizio Papi     | L'Aquila  | fine prestito |

| Cessioni | Cessioni          | Cessioni    | Cessioni   |
| R.       | Nome              | a           | Modalità   |
| -------- | ----------------- | ----------- | ---------- |
| D        | Franco Dolza      | Tempio      | definitivo |
| D        | Giovanni Masiello | Chieti      | prestito   |
| D        | Giancarlo Oddi    | Sora        | prestito   |
| D        | Luciano Volpi     | Sora        | prestito   |
| C        | Roberto Gagliardi | Sora        | prestito   |
| C        | Bruno Gioia       | Mantova     | prestito   |
| A        | Claudio Brai      | Tevere Roma | definitivo |
| A        | Renzo Di Carlo    | Pescara     | definitivo |

## Risultati

### Serie B

#### Girone di andata
| Arbitro: | Gonella (Torino) |

|             |           |                |
| Aristei 83’ | Marcatori | 28’ F. Mazzola |

| Arbitro: | Possagno (Treviso) |

|                                                      |           |               |
| Soldo 5’ Fortunato 14’ Falcomer 24’ (aut.) Dolso 90’ | Marcatori | 88’ Angelillo |

| Arbitro: | Francescon (Padova) |

|               |           |  |
| Santonico 34’ | Marcatori |  |

| Arbitro: | Angonese (Mestre) |

|                                                             |           |                         |
| Governato 17’ Ghio 49’ Massa 54’ F. Mazzola 58’ Morrone 65’ | Marcatori | 26’ Comini 61’ Cattaneo |

| Arbitro: | Mascali (Desenzano del Garda) |

|                  |           |  |
| Liguori 66’, 73’ | Marcatori |  |

| Arbitro: | Panzino (Catanzaro) |

|                                        |           |  |
| Ghio 41’ Rinero 48’, 55’ Fortunato 65’ | Marcatori |  |

| Arbitro: | De Robbio (Torre Annunziata) |

|  |           |               |
|  | Marcatori | 49’ Fortunato |

| Arbitro: | Branzoni (Pavia) |

|          |           |               |
| Ghio 32’ | Marcatori | 12’ Antonioli |

| Arbitro: | De Marchi (Pordenone) |

|                     |           |          |
| De Paoli 10’ (rig.) | Marcatori | 32’ Ghio |

| Arbitro: | Trono (Torino) |

|                     |           |              |
| Marchesi 16’ (rig.) | Marcatori | 44’ Ferrario |

| Arbitro: | Giunti (Arezzo) |

|  |           |                                         |
|  | Marcatori | 68’, 75’ Massa 85’ Fortunato 90’ Rinero |

| Arbitro: | Torelli (Milano) |

|           |           |  |
| Facco 26’ | Marcatori |  |

| Arbitro: | Motta (Monza) |

|                    |           |                               |
| Ghio 80’ Massa 87’ | Marcatori | 55’ Dalle Vedove 65’ Saltutti |

| Bari 5 gennaio 1969 14ª giornata | Bari              | 0 – 0 referto | Lazio | Stadio della Vittoria\| Arbitro: \| Toselli (Cormons) \| |
| Arbitro:                         | Toselli (Cormons) |               |       |                                                          |

| Reggio Calabria 12 gennaio 1969 15ª giornata | Reggina         | 0 – 0 referto | Lazio | Stadio Comunale\| Arbitro: \| Giunti (Arezzo) \| |
| Arbitro:                                     | Giunti (Arezzo) |               |       |                                                  |

| Arbitro: | Bianchi (Firenze) |

|                          |           |             |
| Massa 61’ F. Mazzola 86’ | Marcatori | 57’ Console |

| Arbitro: | Possagno (Treviso) |

|           |           |                        |
| Canzi 63’ | Marcatori | 20’ Ghio 33’ Fortunato |

| Arbitro: | Moretto (San Donà di Piave) |

|               |           |          |
| Governato 45’ | Marcatori | 67’ Dehò |

| Arbitro: | Gussoni (Tradate) |

|               |           |  |
| D. Crippa 50’ | Marcatori |  |

#### Girone di ritorno
| Arbitro: | Bianchi (Firenze) |

|                      |           |  |
| Ghio 60’ Morrone 78’ | Marcatori |  |

| Arbitro: | Angonese (Mestre) |

|                                        |           |                     |
| Mascheroni 15’ Perotti 33’ Morelli 57’ | Marcatori | 28’ Ghio 88’ Cucchi |

| Arbitro: | Francescon (Padova) |

|                |           |  |
| F. Mazzola 24’ | Marcatori |  |

| Como 9 marzo 1969 23ª giornata | Como            | 0 – 0 referto | Lazio | Stadio Giuseppe Sinigaglia\| Arbitro: \| Genel (Trieste) \| |
| Arbitro:                       | Genel (Trieste) |               |       |                                                             |

| Arbitro: | Possagno (Treviso) |

|                                         |           |                      |
| Fortunato 9’ Morrone 51’ F. Mazzola 85’ | Marcatori | 78’ (rig.) Meregalli |

| Padova 23 marzo 1969 25ª giornata | Padova              | 0 – 0 referto | Lazio | Stadio Silvio Appiani\| Arbitro: \| Panzino (Catanzaro) \| |
| Arbitro:                          | Panzino (Catanzaro) |               |       |                                                            |

| Arbitro: | Gonella (Torino) |

|                    |           |            |
| Micheli 29’ (aut.) | Marcatori | 61’ Ossola |

| Arbitro: | Torelli (Milano) |

|                |           |                        |
| Bertarelli 30’ | Marcatori | 64’ Governato 86’ Ghio |

| Arbitro: | Gonella (Torino) |

|               |           |  |
| Fortunato 65’ | Marcatori |  |

| Arbitro: | Vacchini (Milano) |

|              |           |          |
| Piccioni 19’ | Marcatori | 57’ Ghio |

| Arbitro: | Bianchi (Firenze) |

|                         |           |  |
| Facco 31’ Fortunato 48’ | Marcatori |  |

| Arbitro: | Di Tonno (Lecce) |

|  |           |           |
|  | Marcatori | 50’ Facco |

| Arbitro: | Vacchini (Milano) |

|            |           |             |
| Maioli 48’ | Marcatori | 17’ Morrone |

| Arbitro: | Lo Bello (Siracusa) |

|                                      |           |  |
| Soldo 32’ Morrone 54’ F. Mazzola 78’ | Marcatori |  |

| Roma 25 maggio 1969 34ª giornata | Lazio             | 0 – 0 referto | Reggina | Stadio Olimpico\| Arbitro: \| Angonese (Mestre) \| |
| Arbitro:                         | Angonese (Mestre) |               |         |                                                    |

| Arbitro: | Panzino (Catanzaro) |

|                |           |             |
| R. Merighi 44’ | Marcatori | 11’ Morrone |

| Arbitro: | Genel (Trieste) |

|                                     |           |  |
| F. Mazzola 6’, 67’ Bravi 28’ (aut.) | Marcatori |  |

| Arbitro: | Mascali (Desenzano del Garda) |

|           |           |  |
| Prato 44’ | Marcatori |  |

| Arbitro: | Francescon (Padova) |

|           |           |            |
| Massa 42’ | Marcatori | 49’ Pienti |

### Coppa Italia

#### Primo turno
| Arbitro: | Carminati (Milano) |

|            |           |  |
| Ferrari 8’ | Marcatori |  |

| Arbitro: | De Robbio (Torre Annunziata) |

|                 |           |           |
| Ghio 59’ (rig.) | Marcatori | 57’ Turra |

| Arbitro: | Torelli (Milano) |

|           |           |               |
| Massa 63’ | Marcatori | 3’ Bertarelli |

## Statistiche

### Statistiche di squadra
| Competizione | Punti | In casa | In casa | In casa | In casa | In casa | In casa | In trasferta | In trasferta | In trasferta | In trasferta | In trasferta | In trasferta | Totale | Totale | Totale | Totale | Totale | Totale | DR  |
| Competizione | Punti | G       | V       | N       | P       | Gf      | Gs      | G            | V            | N            | P            | Gf           | Gs           | G      | V      | N      | P      | Gf     | Gs     | DR  |
| ------------ | ----- | ------- | ------- | ------- | ------- | ------- | ------- | ------------ | ------------ | ------------ | ------------ | ------------ | ------------ | ------ | ------ | ------ | ------ | ------ | ------ | --- |
| Serie B      | 50    | 19      | 12      | 7       | 0       | 38      | 12      | 19           | 5            | 9            | 5            | 17           | 15           | 38     | 17     | 16     | 5      | 55     | 27     | +28 |
| Coppa Italia | 2     | 2       | 0       | 2       | 0       | 2       | 2       | 1            | 0            | 0            | 1            | 0            | 1            | 3      | 0      | 2      | 1      | 2      | 3      | -1  |
| Totale       |       | 21      | 12      | 9       | 0       | 40      | 14      | 20           | 5            | 9            | 6            | 17           | 16           | 41     | 17     | 18     | 6      | 57     | 30     | +27 |

### Statistiche dei giocatori
Nel conteggio delle reti realizzate si aggiungano tre autoreti a favore in campionato.
| Giocatore      | Serie B  | Serie B | Coppa Italia | Coppa Italia | Totale   | Totale |
| Giocatore      | Presenze | Reti    | Presenze     | Reti         | Presenze | Reti   |
| -------------- | -------- | ------- | ------------ | ------------ | -------- | ------ |
| P. Adorni      | 2        | 0       | -            | -            | 2        | 0      |
| R. Bagatti     | 1        | 0       | -            | -            | 1        | 0      |
| C. Brai        | -        | -       | -            | -            | -        | -      |
| P. Cucchi      | 32       | 1       | 2            | 0            | 34       | 1      |
| P. Di Giovanni | -        | -       | -            | -            | -        | -      |
| C. Di Pucchio  | -        | -       | -            | -            | -        | -      |
| R. Di Vincenzo | 27       | -17     | 1            | -1           | 28       | -18    |
| A. Dolso       | 8        | 1       | 2            | 0            | 10       | 1      |
| F. Dolza       | -        | -       | -            | -            | -        | -      |
| M. Facco       | 28       | 3       | 3            | 0            | 31       | 3      |
| P. Fontana     | 2        | 0       | 3            | 0            | 5        | 0      |
| P. Fioravanti  | 9        | -6      | 2            | -2           | 11       | -8     |
| G. Fortunato   | 35       | 8       | 2            | 0            | 37       | 8      |
| G. Ghio        | 37       | 10      | 3            | 1            | 40       | 11     |
| B. Gioia       | -        | -       | 1            | 0            | 1        | 0      |
| N. Governato   | 29       | 3       | 2            | 0            | 31       | 3      |
| C. Leardi      | 3        | -4      | -            | -            | 3        | -4     |
| G. Lorenzetti  | 3        | 0       | -            | -            | 3        | 0      |
| R. Marchesi    | 38       | 1       | -            | -            | 38       | 1      |
| V. Martella    | 1        | 0       | -            | -            | 1        | 0      |
| G. Masiello    | -        | -       | -            | -            | -        | -      |
| G. Massa       | 30       | 6       | 3            | 1            | 33       | 7      |
| F. Mazzola     | 37       | 8       | 3            | 0            | 40       | 8      |
| J.C. Morrone   | 27       | 6       | 1            | 0            | 28       | 6      |
| G. Onor        | 12       | 0       | 3            | 0            | 15       | 0      |
| E. Paparelli   | -        | -       | -            | -            | -        | -      |
| E. Rinero      | 19       | 3       | 2            | 0            | 21       | 3      |
| C. Soldo       | 36       | 2       | 3            | 0            | 39       | 2      |
| D. Zanetti     | 31       | 0       | -            | -            | 31       | 0      |

## Riserve
La squadra riserve della Lazio ha disputato nella stagione 1968-1969 il Campionato De Martino.

## Rosa
| N. |                   | Ruolo | Calciatore              |
| -- | ----------------- | ----- | ----------------------- |
|    | Italia (bandiera) | P     | Mario Amata             |
|    | Italia (bandiera) | P     | Andrea Chini            |
|    | Italia (bandiera) | P     | Rosario Di Vincenzo     |
|    | Italia (bandiera) | P     | Pietro Fioravanti       |
|    | Italia (bandiera) | P     | Corrado Leardi          |
|    | Italia (bandiera) | P     | Sandro Luciani          |
|    | Italia (bandiera) | D     | Pietro Adorni           |
|    | Italia (bandiera) | D     | Romano Roberto Barbieri |
|    | Italia (bandiera) | D     | Alberto Caroletta       |
|    | Italia (bandiera) | D     | Mario Facco             |
|    | Italia (bandiera) | D     | Pietro Fontana          |
|    | Italia (bandiera) | D     | Vincenzo Martella       |
|    | Italia (bandiera) | D     | Giovanni Masiello       |
|    | Italia (bandiera) | D     | Guido Onor              |
|    | Italia (bandiera) | D     | Ezio Paparelli          |
|    | Italia (bandiera) | D     | Elio Rinero             |
|    | Italia (bandiera) | D     | Maurizio Ronda          |
|    | Italia (bandiera) | D     | Mauro Vicari            |

| N. |                      | Ruolo | Calciatore            |
| -- | -------------------- | ----- | --------------------- |
|    | Italia (bandiera)    | D     | Roberto Vuerich       |
|    | Italia (bandiera)    | C     | Daniele Celli         |
|    | Italia (bandiera)    | C     | Enrico Concari        |
|    | Italia (bandiera)    | C     | Piero Cucchi          |
|    | Italia (bandiera)    | C     | Claudio Di Pucchio    |
|    | Italia (bandiera)    | C     | Arrigo Dolso          |
|    | Italia (bandiera)    | C     | Bruno Gioia           |
|    | Italia (bandiera)    | C     | Nello Governato       |
|    | Italia (bandiera)    | C     | Mario Marchetti       |
|    | Italia (bandiera)    | C     | Giuseppe Massa        |
|    | Italia (bandiera)    | C     | Maurizio Papi         |
|    | Italia (bandiera)    | A     | Romano Bagatti        |
|    | Italia (bandiera)    | A     | Francesco Cinquepalmi |
|    | Italia (bandiera)    | A     | Giorgio Esposito      |
|    | Italia (bandiera)    | A     | Pasquale Di Giovanni  |
|    | Italia (bandiera)    | A     | Giuseppe Lorenzetti   |
|    | Argentina (bandiera) | A     | Juan Carlos Morrone   |